# Brachycephalus olivaceus
Espèce
Brachycephalus olivaceus est une espèce d'amphibiens de la famille des Brachycephalidae.

## Répartition
Cette espèce est endémique de l'État de Santa Catarina au Brésil. Elle se rencontre dans la municipalité de Joinville.

## Description
Les 17 spécimens adultes observés lors de la description originale mesurent entre 9,4 mm et 12,9 mm de longueur standard.

## Étymologie
Le nom spécifique olivaceus vient du latin olivaceus, couleur olive, en référence à la couleur vert foncé de cette espèce.

## Publication originale
- (en) Ribeiro, Bornschein, Belmonte-Lopes, Firkowski, Morato & Pie, 2015 : Seven new microendemic species of Brachycephalus (Anura: Brachycephalidae) from southern Brazil. PeerJ, vol. 3, no e1011, p. 1–35 (texte intégral).